# Epiblapsilon tuberculatum
Epiblapsilon tuberculatum là một loài bọ cánh cứng trong họ Cerambycidae.